# I. Nemtiemszaf
I. Nemtiemszaf, görögösen Metheszuphisz (ógörögül: Μεθεσούφις), uralkodói nevén Merenré, (ur.: kb. Kr. e. 2283 – Kr. e. 2278) az egyiptomi óbirodalom VI. dinasztiájának negyedik fáraója.
I. Pepi idősebb fiaként született, de rövid uralkodás után féltestvére, II. Pepi követte a trónon.
| Előző uralkodó: I. Pepi | Egyiptom uralkodója i. e. 23. század VI. dinasztia | Következő uralkodó: II. Pepi |